# Máximo de Zaragoza
Máximo fue obispo visigodo de Zaragoza entre los años 592 y 619, aproximadamente, en cuya sede sucedió a Simplicio. Mantuvo la sede episcopal zaragozana durante los primeros tiempos de conversión de los reyes visigodos al catolicismo, con Recaredo, Liuva II, Witerico, Gundemaro y Sisebuto. 
Asistió al Concilio II de Zaragoza de 592, al Concilio II de Barcelona de 599 y al Concilio de Egara de 614, y suscribió el decreto de Gundemaro de 610.

## Obras
Máximo contribuyó al renacimiento cultural visigodo de los siglos VI y VII, que fue continuado por eruditos como Isidoro de Sevilla, Eugenio de Toledo o Braulio de Zaragoza. 
Escribió varias obras en verso y prosa, según transmite Isidoro en el último capítulo de su De viris illustribus, donde recoge hechos del obispo Máximo de Zaragoza. Su obra más destacada sería una crónica de los godos en la península ibérica, la Chronica Caesaraugustana o Crónica de Zaragoza, actualmente perdida; los únicos restos que habrían llegado de ésta, según la tesis de Hertzberg, que después completó Mommsen, se encuentran como anotaciones marginales en algunos manuscritos de la crónica de Víctor Tunnense, recogidos por Roger Collins, quien le atribuye también la primera redacción de la Historiae Gothorum, Vandalorum et Sueuorum de Isidoro de Sevilla. No obstante, investigadores modernos han reestudiado a fondo estas anotaciones del Tunnense, y han descartado que sean obra de un único autor, y menos aún que puedan ser de Máximo de Zaragoza.

## Falsificación renacentista
A principios del siglo XVI el jesuita Jerónimo Román de la Higuera compuso una falsificación de esta crónica, que presentó como la continuación de la que anteriormente atribuyó a Flavio Lucio Dextro; uniendo en un solo personaje al obispo Máximo y a un monje benedictino italiano llamado Marcos.
Higuera también falsificó textos que atribuyó a los obispos Braulio, Heleca, Tayo y Valderedo.
Rodrigo Caro atribuyó los errores y disparates de las falsas crónicas a adiciones espurias posteriores y preparó una edición anotada en latín. La portada tiene la fecha de 1627 pero fue impresa en 1626 en Sevilla. Se tituló Flavii Luci Dextri V. C. Omnimodae Historiae, quae extant Fragmenta, cum Chronico M. Maximi, et Helecae, ac S. Braulionis Caesaraugustanorum Episcoporum, Notis Rudeciri Cari Baetici illustrata. En 1627 el monje cisterciense Francisco Bivar se dedicó también a editar estas falsas crónicas en Lyon, siendo reeditadas en 1640, 1651 y 1846.